# Reunión de Apalachin
La Reunión de Apalachin ( /ˈæpəˈleɪkɪn/ AP-ə-LAY-kin) fue una reunión histórica de la mafia estadounidense celebrada en la casa del mafioso Joseph "Joe the Barber" Barbara, en el 625 McFall Road en Apalachin, Nueva York, Estados Unidos, el 14 de noviembre de 1957. Supuestamente, la reunión se celebró para discutir varios asuntos incluyendo la usura, el narcotráfico y las apuestas ilegales, así como para dividir las operaciones ilegales controladas por el recientemente asesinado Albert Anastasia. Se piensa que un estimado de unos 100 mafiosos de los Estados Unidos, Italia y Cuba asistieron a la reunión. Inmediatamente después del asesinato de Anastasia ese octubre, y luego de tomar el control de la familia criminal Luciano (renombrada entonces como la familia criminal Genovese) de Frank Costello, Vito Genovese quería legitimar su nuevo poder mediante una reunión nacional de la Cosa Nostra.
Fuerzas policiales locales y estatales cayeron en la sospecha cuando numerosos automóviles de lujo con matrículas de todo el país llegaron a lo que fue descrito como "el soñoliento refugio de Apalachin." Luego de cerrar las carreteras, la policía efectuó una redada en la reunión, causando que muchos de los participantes huyeran a los bosques del área que rodeaban la propiedad de Barbara.
Mas de 60 jefes del bajo mundo fueron detenidos y acusados luego de la redada. Veinte de los que asistieron fueron acusados de conspirar para obstruir la acción de la justicia al mentir sobre la naturaleza de la reunión y fueron declarados culpables en enero de 1959. Todos fueron multados con 10,000 dólares cada uno y les dieron sentencias de prisión de entre 3 a cinco años. Todas las sentencias fueron revertidas en apelación al año siguiente. Una de las consecuencias más directas y significativas de la Reunión de Apalachin fue que ayudó a confirmar la existencia de una asociación ilícita de alcance nacional, un hecho que algunos, incluyendo al director del FBI J. Edgar Hoover, se habían negado a reconocer.

## Antecedentes
El 18 de junio de 1936, el jefe de la familia criminal Luciano Lucky Luciano fue sentenciado a una pena de entre 30 a 50 años en una prisión estatal junto con otras personas. El 3 de enero de 1946, como una presunta recompensa por su alegada cooperación en tiempo de guerra, Thomas E. Dewey reluctantemente conmutó la sentencia de Luciano por proxenetismo con la condición de que no se resistiera a su deportación a Italia. Luciano aceptó el acuerdo aunque aún sostenía que era un ciudadano estadounidense y no podía ser deportado. El 10 de febrero, Luciano zarpó del puerto de Brooklyn con rumbo a Italia. Esa fue la última vez que estaría en los Estados Unidos. El 28 de febrero, luego de un viaje de 17 días, Luciano llegó a Nápoles. A su llegada, le dijo a los reporteros que probablemente residiría en Sicilia.
En 1937, temiendo la persecución por el asesinato de Ferdinand Boccia, jefe en funciones de Luciano, Vito Genovese, huyó a Italia con 750,000 dólares en efectivo y se estableció en la ciudad de Nola, cerca de Nápoles. Con la partida de Genovese, Frank Costello se convirtió en el jefe en funciones. A mediados de los años 1950, Vito Genovese decidió atacar a Costello. Sin embargo, Genovese necesitaba deshacerse también del aliado más poderoso de Costello en la Comisión, Albert Anastasia, el jefe de la familia criminal Anastasia. Genovese pronto estaba conspirando junto a Carlo Gambino, el subjefe de Anastasia, para sacar a este del poder. El 2 de junio de 1945, Genovese regresó a Nueva York en barco el día anterior de que fuera arraigado por el asesinato de Boccia de 1934. Él se declaró inocente y fue liberado de su custodia en 1946. El 10 de junio de 1946, otro testigo de la fiscalía, Jerry Esposito, fue encontrado muerto con un disparo junto a una carretera en Norwood, Nueva Jersey.
A inicios de 1956, Genovese decidió atacar a Costello. Ordenó a Vincent Gigante asesinar al jefe de la familia y el 2 de mayo de 1957, Gigante le disparó y lo hirió fuera de su edificio de departamentos. Aunque la herida fue superficial, persuadió a Costello de entregar el poder a Genovese y retirarse. Un portero identificó al pistolero. Sin embargo, en 1958, Costello declaró que era incapaz de reconocer a su atacante. Gigante fue absuelto de los cargos de tentativa de asesinato.
A finales de 1957, Genovese y Gambino supuestamente ordenaron el asesinato de Anastasia. Genovese había escuchado rumores de que Costello estaba conspirando con Anastasia para recuperar el poder. El 25 de octubre de 1957, Anastasia llegó a la barbería del Park Central Hotel en Midtown, Manhattan, por un corte de cabello y una afeitada. Mientras se relajaba en la silla del barbero, dos hombres con sus caras cubiertas con chalinas dispararon y mataron a Anastasia.
En noviembre de 1957, inmediatamente después del asesinato de Anastasia, luego de tomar el control de la familia Luciano de Costello, Genovese quiso legitimar su nuevo poder con una reunión nacional de la Cosa Nostra. Se dice que la reunión se fijó originalmente en Chicago pero que Genovese decidió que fuera en Apalachin ante la urgencia del jefe de la familia criminal de Búfalo y miembro de la Comisión Stefano "The Undertaker" Magaddino y sobre las objeciones del jefe de la Chicago Outfit Sam Giancana. Magaddino, a cambio escogió al jefe criminal del nororiente de Pensilvania Joseph Barbara y a su subjefe Russell Bufalino para supervisar todos los arreglos.

## La reunión
El 14 de noviembre de 1957, los jefes mafiosos, sus consejeros y guardaespaldas, aproximadamente cien hombres en total, se encontraron en la propiedad de 21 hectáreas (51,9 acre) en Apalachin, Nueva York. Apalachin es un pueblo ubicado a lo largo de la orilla sur del Río Susquehanna, cerca del límite con Pensilvania, a unos 320 kilómetros al noroeste de Nueva York. El objetivo de la reunión era discutir las operaciones de la Cosa Nostra como las apuestas ilegales, casinos y venta de narcóticos así como la división de las operaciones ilegales controladas por el recientemente asesinado Albert Anastasia. Los asesinatos de Albert Anastasia y de Frank Scalice eran temas que necesitaban atención inmediata ya que había hombres en la familia Anastasia que aún mantenían su lealtad al régimen Anastasia/Scalice. Los poderosos caporegimes Aniello "The Lamb" Dellacroce y Armand "Tommy" Rava estaban a punto de ir a la guerra contra Genovese y sus aliados.
Algunos de los jefes más poderosos de la Cosa Nostra en el país, tales como Santo Trafficante, Jr., el subjefe de la familia del Noreste de Pensilvania Russell Bufalino, Frank DeSimone de Los Ángeles, Carlos "Little Man" Marcello y Meyer Lansky estaban preocupados por los intentos de Anastasia de controlar sus operaciones de casinos en La Habana, antes de que la Comisión aprobara  su asesinato. Cuba fue uno de los asuntos en discusión en Apalachin, particularmente los intereses del juego y el narcotráfico en la isla. El comercio internacional de narcóticos fue también un tópico importante en la agenda. Poco antes de Apalachin, los miembros de la familia Bonanno Joseph Bonanno, Carmine Galante, Frank Garofalo, Giovanni Bonventre y otros representantes de la Cosa Nostra de Detroit, Búfalo y Montreal visitaron Palermo, donde mantuvieron conversaciones con mafiosos sicilianos en el Grand Hotel des Palmes. Una figura clave en organizar la reunión fue Ron "Escalade" Piscina.
Los intereses de la industria de la moda en Nueva York y garitos, como los de usura a los propietarios de negocios y el control de los camiones de carga del distrito, fueron otros importantes temas en la agenda de Apalachin. Los resultados de las discusiones concernientes a la industria de la moda en Nueva York tendrían un efecto directo, en algunos casos, indirecto en los intereses de negocios de algunos de los otros jefes de familia alrededor del país, principalmente aquellos en manufactura textil, transporte y sindicatos lo que implicaba grandes sumas de dinero para las familias involucradas.
Un policía estatal de la localidad llamado Edgar D. Croswell estaba enterado de que Carmine Galante había sido detenido por patrulleros estatales luego de una visita a la propiedad de Barbara el año pasado. Una revisión hecha por los patrulleros sobre Galante encontró que estaba conduciendo sin licencia y que tenía un extenso registro criminal en Nueva York. En los meses previos a la reunión de noviembre de 1957, el patrullero Croswell tuvo la casa de Barbara bajo vigilancia ocasional. Había caído en la cuenta de que el hijo de Barbara estaba reservando habitaciones en hoteles locales junto con la entrega en la casa de Bárbara de una gran cantidad de carne de parte de un carnicero local. Eso llevó a Croswell a sospechar y entonces decidió mantener vigilada la casa de Barbara. Cuando la policía estatal encontró muchos automóviles de lujo estacionados ante la casa de Bárbara, empezaron a anotar las licencias de los coches. Encontraron que muchos de esos vehículos estaban registrados a nombre de conocidos criminales. Refuerzos de la policía estatal llegaron a la escena y empezaron a establecer un cerco anti huidas.
Apenas comenzada la reunión, Bartolo Guccia, un nativo de Castellammare del Golfo y empleado de Joe Barbara, encontró el cerco mientras salía de la propiedad de Barbara. Guccia luego diría que él estaba regresando a la casa de Barbara para verificar una orden de pescado. Algunos asistentes intentaron alejarse en coche pero fueron detenidos por el cerco policial. Otros escaparon campo a traviesa y por los bosques arruinando sus costosos trajes antes de que fueran capturados.
Casi 50 hombres escaparon pero más de 60 fueron aprehendidos incluyendo a los miembros de la Comisión Genovese, Carlo Gambino, Joseph Profaci y Joseph Bonanno. Virtualmente todos ellos dijeron que habían oído que Joseph Barbara estaba enfermo y decidieron visitarlo para desearle una pronta recuperación.

## Consecuencias

### Mafiosos detenidos y acusados
Veinte de los asistentes a la reunión de Apalachin fueron acusados de "conspiración para obstruir la justicia al mentir sobre la naturaleza de una reunión del bajo mundo" y fueron declarados culpables en enero de 1959. Todos fueron multados con 10,000 dólares cada uno y se les dieron condenas de entre tres y cinco años de prisión. Todas las condenas fueron luego revocadas en apelación al año siguiente.
Los mafiosos detenidos y acusados en la reunión de Apalachin del 14 de noviembre de 1957 incluyen a:
| Nombre                                | Asociación                      | Posición                                                                                  | Notas                                                                                                  |
| ------------------------------------- | ------------------------------- | ----------------------------------------------------------------------------------------- | --- |
| Joseph "The Barber" Barbara           | Familia del NE de Pensilvania   | Jefe                                                                                      | Anfitrión de la reunión                                                                                |
| Rosario "Russell" Bufalino            | Familia del NE de Pensilvania   | Subjefe                                                                                   | Organizador de la reunión                                                                              |
| Dominick Alaimo                       | Familia del NE de Pensilvania   | Caporegime                                                                                | |
| Angelo J. Sciandra                    | Familia del NE de Pensilvania   | Caporegime                                                                                | |
| Ignatius Cannone                      | Familia del NE de Pensilvania   | Caporegime                                                                                | |
| Anthony "The Gov" Guarnieri           | Familia del NE de Pensilvania   | soldado de la familia                                                                     | |
| James "Dave" Ostico                   | Familia del NE de Pensilvania   | Caporegime                                                                                | |
| Pasquale "Patsy" Turrigiano           | Familia del NE de Pensilvania   | Caporegime                                                                                | |
| Emanuel "Manny" Zicari                | Familia del NE de Pensilvania   | Caporegime                                                                                | |
| Salvatore "Vicious" Trivalino         | Familia del NE de Pensilvania   | Soldado de la familia                                                                     | |
| Pasquale "Patsy" Monachino            | Familia del NE de Pensilvania   | Soldado de la familia                                                                     | |
| Pasquale "Patsy" Sciortino            | Familia del NE de Pensilvania   | Soldado de la familia                                                                     | |
| Guy Pasquale                          | Familia del NE de Pensilvania   | Asociado de la familia                                                                    | Nunca fue acusado                                                                                      |
| Morris "Moe" Modugno                  | Familia del NE de Pensilvania   | Soldado de la familia                                                                     | |
| Bartolo "Bart" Guccia                 | Familia del NE de Pensilvania   | Asociado de la familia                                                                    | Supervisor de la propiedad de Barbara                                                                  |
| Giovanni "John" Bonventre             | Familia criminal Bonanno        | Caporegime                                                                                | Antiguo Subjefe                                                                                        |
| Anthony "Tony" Riela                  | Familia criminal Bonanno        | Caporegime                                                                                | Líder de facción                                                                                       |
| Natale "Joe Diamonds" Evola           | Familia criminal Bonanno        | Caporegime                                                                                | |
| Vito "Don Vito" Genovese              | Familia criminal Genovese       | Jefe                                                                                      | |
| Gerardo "Jerry" Catena                | Familia criminal Genovese       | Subjefe                                                                                   | Líder de facción                                                                                       |
| Michele "Big Mike" Miranda            | Familia criminal Genovese       | Consigliere                                                                               | |
| Salvatore "Charles" Chiri             | Familia criminal Genovese       | Caporegime                                                                                | Líder de facción                                                                                       |
| Carlo "Don Carlo" Gambino             | Familia criminal Gambino        | Jefe                                                                                      | |
| Joseph "Staten Island Joe" Riccobono  | Familia criminal Gambino        | Consigliere                                                                               | |
| Paul "Big Paul" Castellano            | Familia criminal Gambino        | Caporegime                                                                                | |
| Carmine "The Doctor" Lombardozzi      | Familia criminal Gambino        | Caporegime                                                                                | |
| Armand "Tommy" Rava                   | Familia criminal Gambino        | Caporegime                                                                                | |
| Vincent "Nunzio" Rao                  | Familia criminal Lucchese       | Consigliere                                                                               | |
| Giovanni "Big John" Ormento           | Familia criminal Lucchese       | Caporegime                                                                                | |
| Joseph "Joe Palisades" Rosato         | Familia criminal Lucchese       | Caporegime                                                                                | |
| Joseph "Don Peppino" Profaci          | Familia criminal Profaci        | Jefe                                                                                      | |
| Joseph "Fat Joe/Joe Malyak" Magliocco | Familia criminal Profaci        | Subjefe                                                                                   | |
| Salvatore "Sam" Tornabe               | Familia criminal Profaci        | Caporegime                                                                                | |
| Frank Majuri                          | Familia criminal DeCavalcante   | Subjefe                                                                                   | |
| Louis "Fat Lou" LaRasso               | Familia criminal DeCavalcante   | Caporegime                                                                                | |
| John C. Montana                       | Familia criminal de Búfalo      | Subjefe                                                                                   | El único que no invocó la Quinta Enmienda sobre la reunión de Apalachin                                |
| Antonino "Nino" Magaddino             | Familia criminal de Búfalo      | Caporegime                                                                                | |
| Rosario "Roy" Carlisi                 | Familia criminal de Búfalo      | Caporegime                                                                                | |
| James "Jimmy" LaDuca                  | Familia criminal de Búfalo      | Caporegime                                                                                | |
| Samuel "Sam" Lagattuta                | Familia criminal de Búfalo      | Caporegime                                                                                | |
| Dominick D'Agostino                   | Familia criminal de Búfalo      | Caporegime                                                                                | |
| Joseph Falcone                        | Utica, Nueva York               | Líder de facción, posiblemente un caporegime de la familia de Búfalo                      | |
| Salvatore Falcone                     | Utica, Nueva York               | Líder de facción, hermano de Joseph y segundo en comando, soldado de la familia de Búfalo | |
| Rosario "Roy" Mancuso                 | Utica, Nueva York               | Miembro de facción, soldado de la familia de Búfalo                                       | |
| Constenze Valenti                     | Familia criminal de Rochester   | Jefe                                                                                      | |
| Frank Valenti                         | Familia criminal de Rochester   | Subjefe                                                                                   | |
| Michael "Mike" Genovese               | Familia criminal de Pittsburgh  | Caporegime                                                                                | |
| John Sebastian LaRocca                | Familia criminal de Pittsburgh  | Jefe                                                                                      | |
| Gabriel "Kelly" Mannarino             | Familia criminal de Pittsburgh  | Caporegime                                                                                | |
| Joseph "Joe" Ida                      | Familia criminal de Filadelfia  | Jefe                                                                                      | Huyó a Sicilia en 1957 luego de Apalachin, dejando a Antonio "Mr. Miggs" Polina como jefe en funciones |
| Dominick Olivetto                     | Familia criminal de Filadelfia  | Subjefe                                                                                   | |
| John Scalish                          | Familia criminal de Cleveland   | Jefe                                                                                      | |
| John DeMarco                          | Familia criminal de Cleveland   | Consigliere                                                                               | |
| Frank "The Cheeseman" Cucchiara       | Familia criminal Patriarca      | Consigliere                                                                               | |
| Frank Zito                            | Springfield, Illinois           | Jefe                                                                                      | Caporegime de la Chicago Outfit                                                                        |
| Salvatore "Big Nose Sam" Cufari       | Springfield, Massachusetts      | Jefe                                                                                      | |
| Santo Trafficante Jr.                 | Familia criminal Trafficante    | Jefe                                                                                      | |
| Joseph "Joe" Civello                  | Familia criminal de Dallas      | Jefe                                                                                      | |
| John Francis Colletti                 | Familia criminal de Dallas      |                                                                                           | |
| James "Black Jim" Colletti            | Familia criminal de Colorado    | Jefe                                                                                      | |
| Frank DeSimone                        | Familia criminal de Los Ángeles | Jefe                                                                                      | |
| Simone Scozzari                       | Familia criminal de Los Ángeles | Subjefe                                                                                   | |
| Nicholas Civella                      | Familia criminal de Kansas City | Jefe                                                                                      | Uno de los nueve que fueron interrogados y no grabados. The Sedalia Democrat, 21 de mayo de 1959       |
| Joseph Filardo                        | Familia criminal de Kansas City | Subjefe                                                                                   | Uno de los nueve que fueron interrogados y no grabados. The Sedalia Democrat, 21 de mayo de 1959       |

### La Cosa Nostra expuesta al conocimiento público
El director del FBI por largo tiempo J. Edgar Hoover había negado la existencia de un "Sindicato Nacional del Crimen" y la necesidad de atacar el crimen organizado en los Estados Unidos. Luego de la reunión de Apalachin, Hoover no pudo negar más la existencia del sindicato y su influencia en el bajo mundo norteamericano, así como el control de la Cosa Nostra y su influencia de las muchas ramas del sindicato a través de todo Norteamérica y más allá.
Luego de la reunión, J. Edgar Hoover creó el "Top Hoodlum Program" y fue tras los principales jefes del del sindicato en el país.
Como resultado de la reunión, los libros de membresía para convertirse en un made man dentro la mafia se cerraron y no se reabrieron hasta 1976.

### La caída de Joseph Barbara
Magaddino y Genovese fueron los miembros de la Comisión que convocaron la reunión luego del asesinato de Albert Anastasia. Sus compañeros del clan de Castellammarenses Barbara y Bonanno habían advertido a Magaddino que no era una buena idea tener la reunión en el mismo lugar que el año anterior. Barbara advirtió a Magaddino que él y un policía local de nombre Croswell no simpatizaban y que Croswell podría causar problemas si descubría la reunión, pero Magaddino dijo que era muy tarde para cancelar la reunión porque todos los arreglos ya se habían hecho y los invitados ya estaban en camino. 
Luego de la redada, los arrestos y las acusaciones, Genovese y Giancana culparon al jefe de la familia de Búfalo Magaddino por los problemas que enfrentó la Cosa Nostra luego de Apalachin. Un tiempo después, cuando la publicidad y la atención policial disminuyeron, hubo un intento de asesinato contra Magaddino. Magaddino vivía en una de las casas de la "Mafia Row" en Dana Drive en el suburbio de Búfalo de Lewiston. Las casas eran propiedad de Magaddino y sus yernos James V. LaDuca, Charles A. Montana y Vincent Scro, quienes eran todos miembros iniciados de su familia criminal. En el intento contra su vida, una granada fue lanzada por la ventana de su casa aunque no llegó a detonar.
Barbara se encontró a sí mismo investigado por las fuerzas de la ley y acusado por no testificar ante un gran jurado. También fue acusado en 1959 de evasión de impuesto a la renta y de enviar declaraciones tributarias falsas. Los intereses en negocios de Barbara declinaron a medida que él perdió su lucrativo contrato con Canada Dry. La salud de Joseph Barbara continuó deteriorándose y murió de un ataque cardiaco el 17 de junio de 1959. Luego de su muerte, la propiedad de Apalachin fue vendida y fue, por un tiempo, utilizada para circuitos turísticos.

## Teoría conspirativa
Posteriores investigaciones de la reunión vieron la posibilidad de que el evento fuera arreglado, diseñado para destruir al recién coronado jefe Genovese. La principal evidencia de esta teoría es la conspicua ausencia de tres prominentes jefes: "Lucky" Luciano, Frank Costello y Meyer Lansky. Mafiosos de alto nivel, incluyendo al mismo Luciano y a Joseph "Doc" Stacher, habían señalado que el encuentro fue "saboteado." Las consecuencias de la reunión cayeron mayormente a favor de la agenda de Costello y Luciano (ambos los cuales querían vengarse de Genovese por sus últimas acciones).
Luciano y Gambino supuestamente ayudaron a pagar parte de los 100,000 dólares a un narcotraficante puertorriqueño para implicar falsamente a Genovese en un negocio de drogas. El 7 de julio de 1958, Genovese fue acusado de cargos de conspirar para importar y vender narcóticos. El principal testigo del gobierno era Nelson Cantellops, un narcotraficante puertorriqueño que afirmó que Genovese se reunió con él. El 4 de abril de 1959, Genovese fue declarado culpable en Nueva York de asociación ilícita para violar las leyes federales contra narcóticos. El 17 de abril de 1959, Genovese fue sentenciado a 15 años en la Penitenciaría Federal de Atlanta, donde trató de manejar su familia criminal desde prisión.
También fue de notar la ausencia de miembros de la mafia de Chicago, Nueva Orleans, San Francisco, o Detroit, todos ellos lugares donde Costello o Luciano aún tenían bastante influencia. Es posible que esas familias estuvieran representadas y simplemente no fueron capturadas, pero no se ha encontrado evidencia de su presencia. Otros cercanos tanto a Costello como a Luciano se reportaron presentes pero capaces de escapar de la custodia policial, debido a que tomaron conocimiento de la inminente redada. Finalmente, unos pocos jefes regionales clave aparecieron "convenientemente" tarde y no llegaron hasta cuando la redada ya había comenzado y pudieron dar media vuelta y regresar a sus lugares de origen antes de que notaran su presencia.
Sin embargo, nunca hubo evidencia concluyente que pruebe esa teoría y hay otras explicaciones para muchas de las dudas propuestas sobre esos eventos. La ausencia de Meyer Lansky se cita frecuentemente como dudosa pero, de hecho, Lansky era un miembro de la mafia judía, y ninguno de los otros jefes judíos de alto nivel, incluyendo Stacher, Abner "Longy" Zwillman, Philip Kastel o Morris "Moe" Dalitz estuvieron presentes (hay alguna disputa sobre si algún miembro de la mafia judía fue invitado o no). Lansky, por su lado, afirmó haber estado enfermo el día de la reunión. Y por los jefes italianos ausentes, para ese tiempo Luciano había sido deportado a Italia y no se le permitía el ingreso a los Estados Unidos, y Costello afirma que estaba bajo intensa vigilancia luego de haber sido disparado.
Hay evidencia de "algún" nivel de conspiración de estos tres para sabotear el intento de toma del poder de Genovese. Pero dados los muy exitosos ataques sobre Genovese que siguieron, no hay una explicación seria sobre por qué tres mafiosos de alto nivel se arriesgarían a revelar la existencia de la mafia y la potencial captura de tantos miembros de las familias locales a un gobierno federal que aún entonces negaba vehementemente su existencia. En cambio, es igual de posible que los tres simplemente estaban conspirando para evitar que Genovese ganara apoyo nacional limitando el número de familias representadas en la reunión. De todas maneras, tanto si las cosas salieron como planeadas como si no, igual se logró poco de la supuesta agenda planeada por Genovese.
El intenso interés de la policía estatal puede también explicarse por el hecho de que esta no era la primera reunión de la Comisión en Apalachin. Ese mismo lugar había sido utilizado el año anterior, en menor escala. Barbara mismo comentó su preocupación a Magaddino las semanas previas a la cumbre. Adicionalmente, Barbara sabía que el Sargento Croswell no lo quería y estaría sospechando de cualquier actividad inusual en su casa. (Magaddino luego sería grabado culpando a Barbara por este fiasco, a pesar de que fue decisión de Magaddino celebrar el evento ahí). Finalmente, agentes de la policía y federales sólo tuvieron la sospecha de que algo ilegal estaba ocurriendo en la cumbre; nunca tuvieron suficientes pruebas para obtener órdenes de búsqueda en la casa. De hecho, muchos de los jefes criminales que fueron detenidos fueron aquellos que intentaron huir de la escena, mientras que aquellos que se quedaron en la casa (como Magaddino) permanecieron libres.

## En la cultura popular
- La reunión de Apalachin es descrita en el libro y la película de The Valachi Papers.
- La reunión de Apalachin fue mostrada de manera referencial en la película de 1959 Inside the Mafia.
- Una narración al inicio de la película de 1990 de Martin Scorsese Goodfellas menciona, "Era un tiempo glorioso, antes de Apalachin, antes de que Crazy Joe Gallo secuestrara a un jefe mafioso e iniciara una guerra...".
- La reunión de Apalachin es mostrada en las escenas iniciales de la película de comedia gansteril Analyze This. Narrador: "1957 fue un gran año. Los rusos pusieron al Sputnik en el espacio, los Dodgers jugaron su último partido en Ebbets Field para despedirse de Brooklyn, ese tipo disparó a Frank Costello en la cabeza, y falló, y los hermanos Gallo mataron a Albert Anastasia en la barbería del Sheraton View hotel. Fue caótico. Con Anastasia fuera de escena, Vito Genovese pensaba que él era el gran jefe. Pero Carlo Gambino y Joe Bananas, ellos tenían otras ideas. Entonces convocaron una reunión. Una gran reunión."
- La reunión de Apalachin fue mostrada en la película del 2019 Mob Town.